# Hockey sur glace aux Jeux asiatiques d'hiver de 1986
Navigation
Édition précédente Sapporo 1990
Le tournoi de Hockey sur glace aux Jeux asiatique d'hiver de Sapporo a eu lieu du 1er mars 1986 au 8 mars 1986.
La Chine remporte le tournoi.

## Résultats
| 1er mars 1986 | Chine         | 6-0  | Corée du Sud  | Sapporo |
| 1er mars 1986 | Japon         | 10-1 | Corée du Nord | Sapporo |
| 2 mars 1986   | Corée du Nord | 1-7  | Chine         | Sapporo |
| 2 mars 1986   | Japon         | 20-1 | Corée du Sud  | Sapporo |
| 4 mars 1986   | Corée du Nord | 1-2  | Corée du Sud  | Sapporo |
| 4 mars 1986   | Japon         | 1-4  | Chine         | Sapporo |
| 5 mars 1986   | Corée du Sud  | 2-9  | Chine         | Sapporo |
| 5 mars 1986   | Corée du Nord | 1-11 | Japon         | Sapporo |
| 7 mars 1986   | Chine         | 8-1  | Corée du Nord | Sapporo |
| 7 mars 1986   | Corée du Sud  | 2-10 | Japon         | Sapporo |
| 8 mars 1986   | Corée du Sud  | 4-3  | Corée du Nord | Sapporo |
| 8 mars 1986   | Chine         | 4-4  | Japon         | Sapporo |

|                    | Équipe        | PJ | V | N | D | Pts | Bp. | Bc. | Diff. |
| ------------------ | ------------- | -- | - | - | - | --- | --- | --- | ----- |
| Médaille d'or      | Chine         | 6  | 5 | 1 | 0 | 11  | 38  | 9   | +29   |
| Médaille d'argent  | Japon         | 6  | 4 | 1 | 1 | 9   | 56  | 13  | +43   |
| Médaille de bronze | Corée du Sud  | 6  | 2 | 0 | 4 | 4   | 11  | 49  | -38   |
| 4                  | Corée du Nord | 6  | 0 | 0 | 6 | 0   | 8   | 42  | -34   |